# Day26
Day26 è un gruppo musicale R&B/Pop creato dalla Bad Boy Records. Il gruppo è stato selezionato alla quarta serie di MTV's Making the Band.

## Storia

### Making the Band 4
Nel 2007, il produttore e rapper "Sean "Diddy" Combs" celebra il suo ritorno in TV con Making the Band 4, in compagnia del talent scout Michael Bivins Bryan-Michael Cox, e Ankh Ra (il vocal coach) e i coreografi Laurie Ann Gibson e Jamal.
La prima stagione comincia il 18 febbraio 2007 e la band prende vita nel successivo 26 agosto. Il gruppo dei Day 26 è formato da Robert Curry, Willie Taylor, Brian Andrews, Michael McCluney e Qwanell Mosley. Donnie Klang eliminato soltanto durante la finale, viene comunque messo sotto contratto dalla Bad Boy, perché Diddy lo preferisce come solista.

## Tours
- 2008 : Making The Band Tour

## Discografia

### Album
| Anno | Titolo                                           | U.S. | U.S. R&B | Sales                          |
| ---- | ------------------------------------------------ | ---- | -------- | ------------------------------ |
| 2008 | Day26 - Pubblicazione: 25 marzo 2008             | 1    | 1        | - Vendite Stati Uniti: 387.000 |
| 2009 | Forever in a Day - Pubblicazione: 14 aprile 2009 | 2    | 1        | - Vendite Stati Uniti: 210.600 |

### Singoli
| Anno | Titolo                                        | Classifiche | Classifiche | Classifiche | Album            |
| Anno | Titolo                                        | U.S. 100    | R&B         | U.S. Pop    | Album            |
| ---- | --------------------------------------------- | ----------- | ----------- | ----------- | ---------------- |
| 2008 | "Got Me Going"                                | 79          | 30          | 75          | Day26            |
| 2008 | "Since You've Been Gone"                      | —           | 52          | —           | Day26            |
| 2009 | "Imma Put It on Her" (feat. Diddy & Yung Joc) | 79          | 32          | —           | Forever in a Day |
| 2009 | "Stadium Music"                               | —           | —           | —           | Forever in a Day |
| 2009 | "Your Heels"                                  | —           | —           | —           | Forever in a Day |

## Premi e Nomination
- BET Awards
  - 2008, Miglior Gruppo (Nomination)
- Teen Choice Awards
  - 2008, Choice Breakout Group (Nomination)